# Georg Christian Hoffmann
Georg Christian Hoffmann (* Januar 1627; † 10. September 1693 in Heilbronn) war von 1684 bis 1693 Bürgermeister in der Reichsstadt Heilbronn.

## Leben
Hoffmann war 1664 Mitglied des Gerichts und 1670 Mitglied des inneren, kleinen Rats („von den burgern“), später 1675 Steuerherr, 1677 Schultheiß und ab 1684 Bürgermeister von Heilbronn. Er scheint nicht verheiratet gewesen zu sein.
Im Jahr 1688 wurde die Stadt Heilbronn im Pfälzischen Erbfolgekrieg von der französischen Armee eingenommen. Auf ihrem Rückzug nahmen die Franzosen verschiedene Geiseln, um von der Stadt Geld zu erpressen. Neben Hoffmann waren dies auch der Bürgermeister Johann David Feyerabend und der spätere Bürgermeister Johann Georg Pfitzer. 1690 wurde Hoffmann wieder freigelassen.